# Карима (лунный кратер)
Кратер Карима (лат. Karima) — маленький кратер, расположенный у северо-западной окраины Озера Одиночества на обратной стороне Луны. Название дано по арабскому женскому имени и утверждено Международным астрономическим союзом в 1976 г.

## Описание кратера
Кратер располагается c южной стороны кратера Боудич. На западе-северо-западе от кратера расположен кратер Эдит, на северо-востоке кратер Бава, на юге кратер Фейруз. На востоке от кратера Карима располагается борозда Зигфрида. Селенографические координаты центра кратера — 25°56′ ю. ш. 102°59′ в. д. / 25,93° ю. ш. 102,98° в. д., диаметр 3,1 км, глубина — 0,5 км.
Высота вала кратера над окружающей местностью составляет 110 м, объем кратера — 1 км3.

## Сателлитные кратеры
Отсутствуют.